# 乔治·鲍尔
乔治·怀德曼·鲍尔（英語：George Wildman Ball，1909年12月21日—1994年2月26日），是美国外交官，曾担任美国副国务卿、欧洲司司长、美国驻联合国大使。